# Campeonato Roraimense 2009
In 2009 werd het 50ste Campeonato Roraimense gespeeld voor voetbalclubs uit Braziliaanse staat Roraima. De competitie werd georganiseerd door de FRF en werd gespeeld van 14 april tot 30 mei. Roraima werd kampioen.

## Eerste fase
| Plaats | Club         | Wed. | W | G | V | Saldo | Ptn. |
| ------ | ------------ | ---- | - | - | - | ----- | ---- |
| 1.     | Roraima      | 4    | 3 | 1 | 0 | 13:2  | 10   |
| 2.     | São Raimundo | 4    | 2 | 1 | 1 | 14:4  | 7    |
| 3.     | Progresso    | 4    | 2 | 0 | 2 | 8:9   | 6    |
| 4.     | GAS          | 4    | 2 | 0 | 2 | 8:15  | 6    |
| 5.     | Rio Negro    | 4    | 0 | 0 | 4 | 5:18  | 0    |

|  | Geplaatst voor finale |

## Tweede fase
| Plaats | Club         | Wed. | W | G | V | Saldo | Ptn. |
| ------ | ------------ | ---- | - | - | - | ----- | ---- |
| 1.     | São Raimundo | 4    | 4 | 0 | 0 | 19:1  | 12   |
| 2.     | Roraima      | 4    | 3 | 0 | 1 | 15:4  | 9    |
| 3.     | Progresso    | 4    | 2 | 0 | 2 | 13:5  | 6    |
| 4.     | GAS          | 4    | 1 | 0 | 3 | 3:17  | 3    |
| 5.     | Rio Negro    | 4    | 0 | 0 | 4 | 3:26  | 0    |

|  | Geplaatst voor finale |

## Finale
|             |                 |       |              |                     |
| 23 mei Heen | Roraima         | 2 – 1 | São Raimundo | Ribeirão, Boa Vista |
| 23 mei Heen | Rosemar Edmundo |       | Stanley      | Ribeirão, Boa Vista |

|              |              |       |         |                     |
| 30 mei Terug | São Raimundo | 1 – 1 | Roraima | Ribeirão, Boa Vista |
| 30 mei Terug | Stanley      |       | Rosemar | Ribeirão, Boa Vista |

### Kampioen
| Campeonato Roraimense de 2009 |
| Roraima                       |
| ----------------------------- |
| RORAIMA Kampioen (20° titel)  |